# Gregopimpla malacosomae
Gregopimpla malacosomae là một loài tò vò trong họ Ichneumonidae.